# Storia delle prime ricerche con radiazione di sincrotrone in Italia
La storia delle prime ricerche con radiazione di sincrotrone in Italia trova i suoi albori con la formazione del gruppo di spettroscopia atomica nel 1927 a Roma, quando Enrico Fermi e Franco Rasetti, con i suoi giovani studenti Emilio Segrè ed Edoardo Amaldi, organizzano un gruppo di ricerca in spettroscopia atomica per lo studio dei fenomeni a molti corpi negli atomi.

## Storia
Il problema fondamentale della meccanica quantistica tra il 1927 e il 1932 sono gli effetti a molti corpi e gli effetti non-lineari nella spettroscopia ottica degli stati eccitati. Anche dopo lo spostamento dal 1932 dell'interesse di Fermi verso la Fisica nucleare sperimentale, i giovani teorici Giovanni Gentile Jr., Ettore Majorana, Leo Pincherle, Ugo Fano e Giulio Yoel Raccah a Firenze continuano a occuparsi di effetti a molti corpi nella spettroscopia atomica. Anche Fermi con Emilio Segre affidavano nel 1935 a un giovane post doc Ugo Fano di occuparsi di teoria quantistica a molti corpi in fisica atomica per spiegare agli stati eccitati che appaiono negli spettri d’assorbimento atomici allorché l'energia del fotone assorbito è superiore al potenziale di ionizzazione dell'atomo.
Quando l'energia del fotone è sufficiente per l'emissione del fotoelettrone nel continuo il coefficiente di assorbimento dovrebbe decrescere con l'energia del fotone in maniera regolare. Al contrario gli esperimenti mostrano picchi di assorbimento dovuti a stati eccitati quasi-legati o quasi-stazionari degeneri con il continuo. Questi stati finali detti risonanze devono avere un tempo di vita molto breve in quanto lo stato quasi-legato decade nel continuo. Mentre il decadimento dovrebbe essere irreversibile in meccanica classica Fano dimostrava nel 1935 che secondo la nuova meccanica quantistica il fenomeno era reversibile per un effetto quantistico eccezionale: l'interazione di configurazione di tra un canale di scattering aperto e uno chiuso. Queste risonanze erano chiamate a Roma "risonanze di forma" che tradotto in inglese diventa "shape resonances". Questo fenomeno a molti corpi dovrebbe apparire non solo nello spettro di assorbimento dell'elio allora misurato, ma anche negli spettri di assorbimento X degli altri elementi, ma purtroppo questo non si poteva verificare sperimentalmente poiché non erano disponibili negli anni '30 sorgenti di raggi X ad alta energia con uno spettro continuo.
Ugo Fano era stato assistente di Fermi presso l'Università di Roma lavorando con Edoardo Amaldi in Fisica nucleare e aveva iniziato a occuparsi di biofisica. Obbligato da altri italiani a lasciare l'Università di Roma sbarcò a New York ma rifiutò l'invito di Fermi di occuparsi di fisica nucleare al convegno di Ann Harbor nel luglio del 1939. Continua negli USA le sue ricerche di fisica atomica e biofisica e negli anni '60 del XX secolo lavora presso il National Bureau of Standard (NBS). Qui si iniziano a usare, come sorgenti continue di ultravioletto lontano e raggi X, gli acceleratori di particelle infatti la radiazione di sincrotrone ha uno spettro continuo. Ugo Fano nel 1961 rivede e sviluppa la sua teoria del 1935 e gli spettri di assorbimento atomici misurati ora con alta risoluzione al NBS confermano in dettaglio la teoria di Fano.
In quegli anni (nel 1958) in Italia vede la luce l'Elettrosincrotrone di Frascati da 1 GeV, presso i Laboratori Nazionali di Frascati del Comitato Nazionale per le Ricerche Nucleari (CNRN). Nel 1960 il CNRN diventa Comitato Nazionale per L'energia Nucleare (CNEN). L'elettrosincrotrone è una sorgente di raggi gamma da bremsstrahlung, vedi: Barbiellini et al. e di uno spettro continuo della radiazione di sincrotrone nel campo dei raggi X molli, vedi :.
Ugo Fano (uno dei ragazzi di via Panisperna)al National Bureau of Standard negli USA, con Yvette Cauchois del "Institut Curie" di Parigi e Mario Ageno, del laboratorio di fisica dell' "Istituto Superiore di Sanità" (ISS) sviluppano a Frascati il progetto "Sanità Luce" la prima facility di radiazione di sincrotrone per la spettroscopia X in Europa. Inizia una prima collaborazione di scienziati francesi e italiani dei due istituti:  P. Jaeglé, C. Bonnelle P. Dhez,del Institut Curie e G. Missoni del ISS, a cui dopo la dipartita di Missoni nel 1967 seguirà il gruppo di Marta Cremone,se e G. Onori del ISS e di F. Combet Farnoux,   "Institut Curie" . 
La ricerca si orienta allo studio della sezione d'urto atomica per le transizioni dai livelli di core al continuo. In particolare sulle transizioni ritardate dal potenziale centrifugo ad alta energia di interesse per Ugo Fano in quegli anni. Il monocromatore a cristallo viene trasportato da Parigi a Frascati e si ottengono risultati pubblicabili malgrado le misure presso l'elettrosincrotrone, usato a tempo pieno per la fisica nucleare con i raggi gamma, si svolgono senza canali (“beam lines”) per la radiazione di sincrotrone tangenti all'anello in cui viaggiano gli elettroni a velocità relativistica. Gli spettri sono raccolti con rivelatori a lastre fotografiche poi lette con un densitometro.,,,,.
Fano cita questi lavori nel suo fondamentale lavoro di rassegna sulla spettroscopia X.
Nel 1971 finisce la collaborazione tra ISS e Institut Curie e Il monocromatore X di Yvette Cauchois, rientra in Francia.
Dal 1968 il sincrotrone non è più di interesse per la fisica nuclear infatti i fisici nucleari si sono spostati a lavorare presso Adone.  Il sincrotrone invece di essere smantellato viene riciclato come sorgente di luce di sincrotrone. 
Si forma una nuova facility di radiazione di sincrotrone "Solidi Roma" attiva tra il 1971 e il 1975 a Frascati.
Si costruiscono le prime “beam lines” dedicate alla spettroscopia con radiazione di sincrotrone (nel range dall'ultravioletto da vuoto a quello dei raggi X molli (ovvero con fotoni di energia nell'intervallo 10-200 eV) presso l'elettrosincrotrone di Frascati.
Negli anni '70 il tema della ricerca con la radiazione di sincrotrone si è spostato dagli atomi ai solidi. Nasce il gruppo "Solidi Roma" di giovani scienziati che convergono presso i LNF interessati a sviluppare la nuova spettroscopia X dei solidi. Il gruppo è formato da Antonio Bianconi (proveniente dal laboratorio Euratom di Frascati e professore incaricato all'Università di Camerino) Emilio Burattini (proveniente dall'università dell'Aquila e borsista CNR) Adalberto Balzarotti (assistente presso l'Università di Roma e professore incaricato all'Università dell'Aquila) e Mario Piacentini (borsista dell'Università di Roma).
Svolgono la tesi di laurea presso il gruppo "Solidi Roma" : 1) Giancarlo Strinati dell'Università di Roma per svolgere la sua tesi di Laurea in Fisica su un nuovop monocromatore per ultravioletto; Felice Rosito dell'Università di Camerino per la tesi sul progetto e realizzazione di un monocromatore X channel-cut che sarà costruito e poi utilizzato per la linea EXAFS-XANES su Adone e Claudio Quaresima dell'Università di Roma. 
Il Prof. Edoardo Amaldi dell'Università di Roma, fondatore e dirigente dell'INFN, sostiene e promuove il progetto contribuendo ad esso in molte maniere 
tra cui il distacco presso i LNF di un tecnico meccanico della Città degli Studi di Roma di altissimo livello: Azelio Mancini. 
Il Prof. Gianfranco Chiarotti e Franco Bassani sono i “mentors” del gruppo "solidi Roma", il monocromatore per l'ultravioletto da vuoto allestito nel laboratorio G15 dell'Istituto di Fisica dell'Università di Roma viene trasportato a Frascati.
Il Prof. Italo Federico Quercia direttore dei LNF sostiene e promuove il progetto e mette a disposizione del progetto le competenze del gruppo macchina diretto da Bizzarri e i servizi tecnici dei LNF. 
Roberto Habel dei LNF entra a far parte drl gruppo di ricerca e si realizzano nel suo laboratorio i "flakes" nanometrici auto-sostenuti di carbonio e ossido di alluminio. 
Mario Ageno direttore dell'Istituto Superiore di Sanità (ISS) mette a disposizione il monocromatore per i raggi x-molli McPerson. Martino Grandolfo del ISS si aggrega al gruppo.
Il gruppo "Solidi Roma" sviluppa collaborazioni internazionali. Il prof. Ugo Fano della Chicago University e David Linch della Iowa University fanno parte del comitato scientifico. Nei semestri estivi Ugo Fano  è ospite dei Laboratori Nazionali di Frascati e segue da vicino il lavoro sperimentale. Collabora al gruppo Solidi Roma il Prof. Andrzej Kisiel dell'Università di Cracovia in Polonia interessato alla fisica dei semiconduttori e al sistema Palladio-Idrogeno.
L'anello dell'acceleratore viene modificato per inserire due "beam lines" di araldite costruite da Antonio Bianconi, Emilio Burattini e Roberto Habel, che le montano modificando le schermature del sincrotrone, i blocchi di cemento e i muretti di piombo, Nell'agosto del 1972 le beam lines sono completate. Si utilizzano nuovi rivelatori elettronici "channeltrons", una nuova elettronica con "boxcar" e "lockin" per la raccolta dati. Nel mese di ottobre 1972 la facility di radiazione di sincrotrone "Solidi Roma” presso l'elettrosincrotrone di Frascati da 1 GeV inizia a essere operativa.
I risultati ottenuti con l'elettrosincrotrone mostrano chiaramente gli effetti della struttura locale dei materiali sugli spettri di assorbimento dai livelli di core nei raggi x molli: il ruolo alla soglia LIII nei metalli della densità degli stati vuoti nella banda di conduzione all'energia di Fermi, il ruolo sotto la soglia X negli isolanti degli "eccitoni di core" il ruolo delle oscillazioni EXAFS nel continuo. Il problema aperto era l'interpretazione di picchi di assorbimento nel continuo molto intensi a decine di “elettronvolt” sopra la soglia. Ugo Fano preferisce applicare la sua teoria al caso di spettri molecolari e i suoi studenti Dehmer e Dill a Chicago sviluppano la teoria dello “scattering” multiplo per la “shape resonance” alla soglia K di assorbimento della molecola di azoto.
A Frascati i forti picchi nel continuo a decine di eV sopra la soglia negli spettri di assorbimento X di materiali complessi (ossidi amorfi e cristallini, superfici, catalizzatori) vengono interpretati come "inner well resonances"  ovvero risonanze di scattering multiplo o "shape resonances”. Si raccolgono al sincrotrone di Frascati spettri sul polimofismo della struttura locale dell'ossido di alluminio: allumina amorfa e nelle forme cristalline alfa e gamma. Si mostra che nelle “inner well resonances” o risonanze di “scattering” multiplo o "shape resonances" il fotoelettrone nello stato stazionario quasi-legato è confinato in un “cluster” nanometrico. Questa interpretazione confermata da misure di spettri di gass molecolari, superfici, biomolecole, ossidi presso l'anello di accumulazione SPEAR alla facilità SSRL di Stanford nel 1976-1979,  che sarà alla base della nascita nel 1980 della spettroscopia XANES.
Nel 1975 l'elettrosincrotrone di Frascati viene spento dopo un tentativo fallito di modificare l'anello in araldite in un anello ceramico.
L'anello di accumulazione Adone aveva visto la luce a Frascati nel 1967 ma le richieste per l'utilizzazione della sua radiazione di sincrotrone erano sempre state respinte per lasciare tempo solo alla fisica delle particelle elementari.
Nella primavera del 1974 viene proposto da A. Balzarotti, A. Bianconi, E. Burattini e M. Piacentini un progetto nazionale CNR “Progetto per l'Utilizzazione della Luce di Sincrotrone” (PULS) presso Adone e chiedono a Franco Bassani di esserne il direttore. Essendo Edoardo Amaldi presidente del CNR il progetto è approvato e viene stipulata una convenzione tra il CNR e INFN per una “facility” nazionale di radiazione di sincrotrone aperta a tutta la comunità scientifica italiana a Frascati.
Dopo la scoperta della particella J/Psi nel novembre 1974 Adone perde il suo "appealing" per i fisici delle particelle elementari che si spostano al CERN di Ginevra.
Il progetto PULS del CNR inizia nel 1977, ma i membri del PULS lavorano presso gli anelli di accumulazioni operativi a Medison in Wisconsin a Standord in California fino al 1980. Solo nel 1980, quando tutti i ricercatori di alte energie si sono spostati al CERN di Ginevra, Adone viene riciclato per le ricerche di luce di sincrotrone. 
Il PULS utilizzerà Adone come sorgente di luce di sincrotrone per 13 anni dal 1980 al 1993. In questi anni si forma una comunità scientifica italiana che opera nel campo della radiazione di sincrotrone. Si raggiungono punte di eccellenza internazionale nella spettroscopia XANES, nome inventato da Antonio Bianconi per indicare gli spettri dovuti a risonanze di “scattering multiplo” del fotoelettrone, è usato nel primo articolo di luce di sincrotrone prodotto da Adone.
Con i lavori presso Adone la spettroscopia XANES cresce e si sviluppa come un nuovo metodo sperimentale della Biofisica per lo studio della relazione tra funzione biologica delle metalloproteine e la struttura atomica del sito attivo.
Presso Adone convergono da tutta Italia e dall'estero ricercatori di molte e svariate discipline: dalla fisica delle superfici alla medicina, dalla chimica e la biologia all'ingegneria. Adone produce centinaia di lavori scientifici su riviste internazionali di cui ricordiamo solo due tra i primi risultati sperimentali ottenuti nel 1980,,e gli ultimi due lavori ottenuti nel 1993 usando come sorgente il “wiggler”,
Un film "Una Notte con Adone" con la regia di Piera Mattei e Luigi Di Gianni della Superstripes Press Archiviato il 6 gennaio 2014 in Internet Archive. è stato girato nel 1981 presso Adone con attori presi tra i ricercatori e tecnici. Il film fu presentato all'esposizione "Cinque miliardi di anni. Ipotesi per un Museo della Scienza" tenuta al Palazzo delle Esposizioni in via Nazionale a Roma nel 1981. Il film documenta come lavoravano in quel particolare momento i ricercatori di biofisica che applicavano la nuova spettroscopia XANES allo studio delle proteine del calcio e fisici dello stato solido che applicavano la spettroscopia di fotoemissione alla scienza delle superfici.